# فنون النسيج

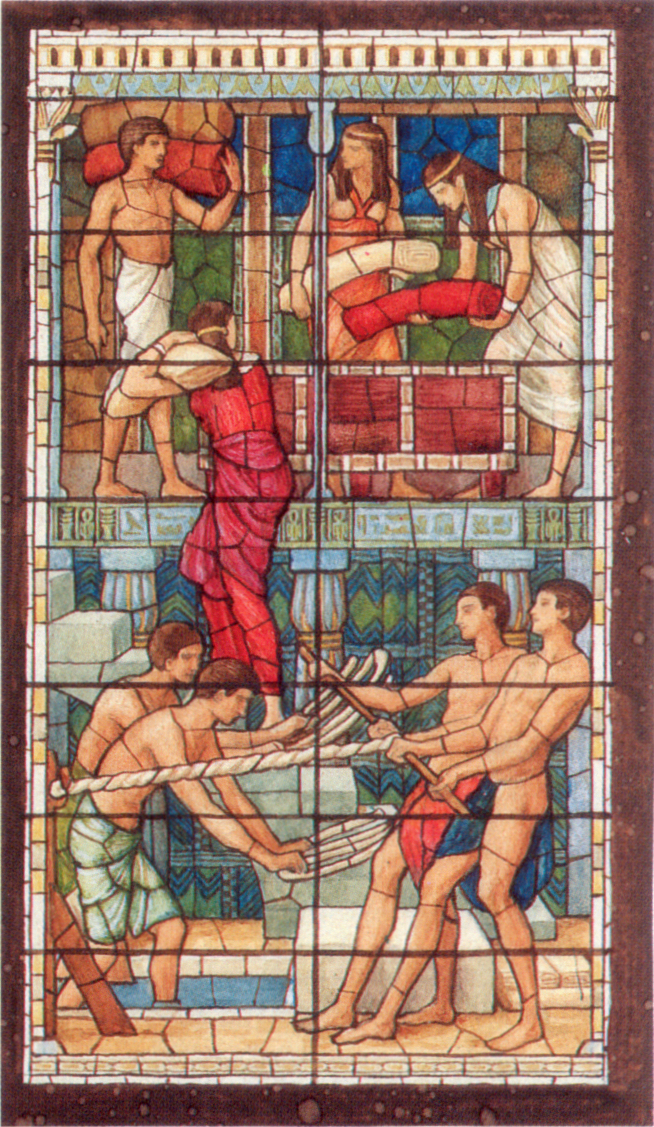
فنون النسيج في مصر القديمة

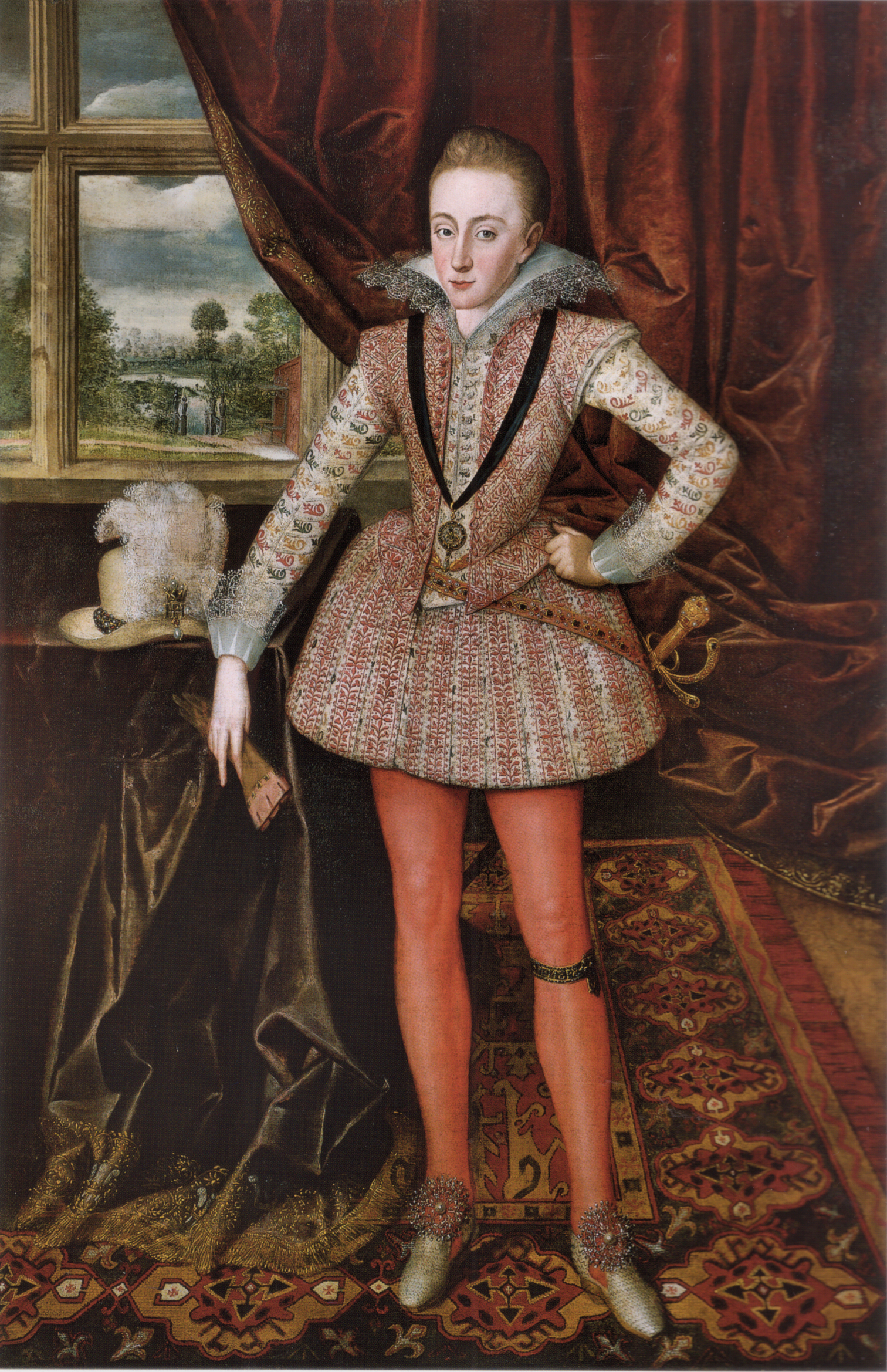
يوضح هذا البورتريه الجوانب العملية والتزيينيه والاجتماعية لفنون النسيج. هنري فريدريك (Henry Frederick)، أمير ويلز عمل الفنان روبرت بيك الكبير (Robert Peake the Elder)، 1610.

يعبدن كريشنا. أواخر القرن الثامن عشر وأوائل القرن التاسع عشر، هيماجل برديش (Himachal Pradesh)، الهند. مفروشا طقسية/شعائرية بتطريز من الحرير على القطن. مجموعة منسوجات متحف الفنون بمقاطعة لوس أنجلوس (LACMA)
فنون النسيج هي الفنون والحرف التي تستعين بألياف النسيج النباتي أو الحيواني أو المصنع في ابتكار أغراض عملية أو تزيينيه.
لطالما كان النسيج جزءًا رئيسيًا من الحياة الإنسانية منذ مهد الحضارة، وشهدت الطرق والمواد المستخدمة في صناعة النسيج توسعًا هائلاً بينما ظلت وظائف المنسوجات كما هي دون تغيير. ويرتبط تاريخ فنون النسيج أيضًا بتاريخ التجارة الدولية. فقد كان صباغ أرجوان صور أحد البضائع التجارية المهمة في منطقة البحر الأبيض المتوسط القديمة. وساعد طريق الحرير في توصيل الحرير الصيني إلى الهند وأفريقيا وأوروبا. وأدى اتجاه الأذواق نحو الأنسجة الفاخرة المستوردة إلى فرض قوانين محددة للنفقات خلال العصور الوسطى وعصر النهضة. وكانت الثورة الصناعية بمثابة ثورة في تقنيات النسيج: فقد أدى استخدام محلاج القطن ودولاب الغزل والمنسج الآلي إلى ميكنة الإنتاج مما أشعل ثورة اللاضية.

## المفاهيم

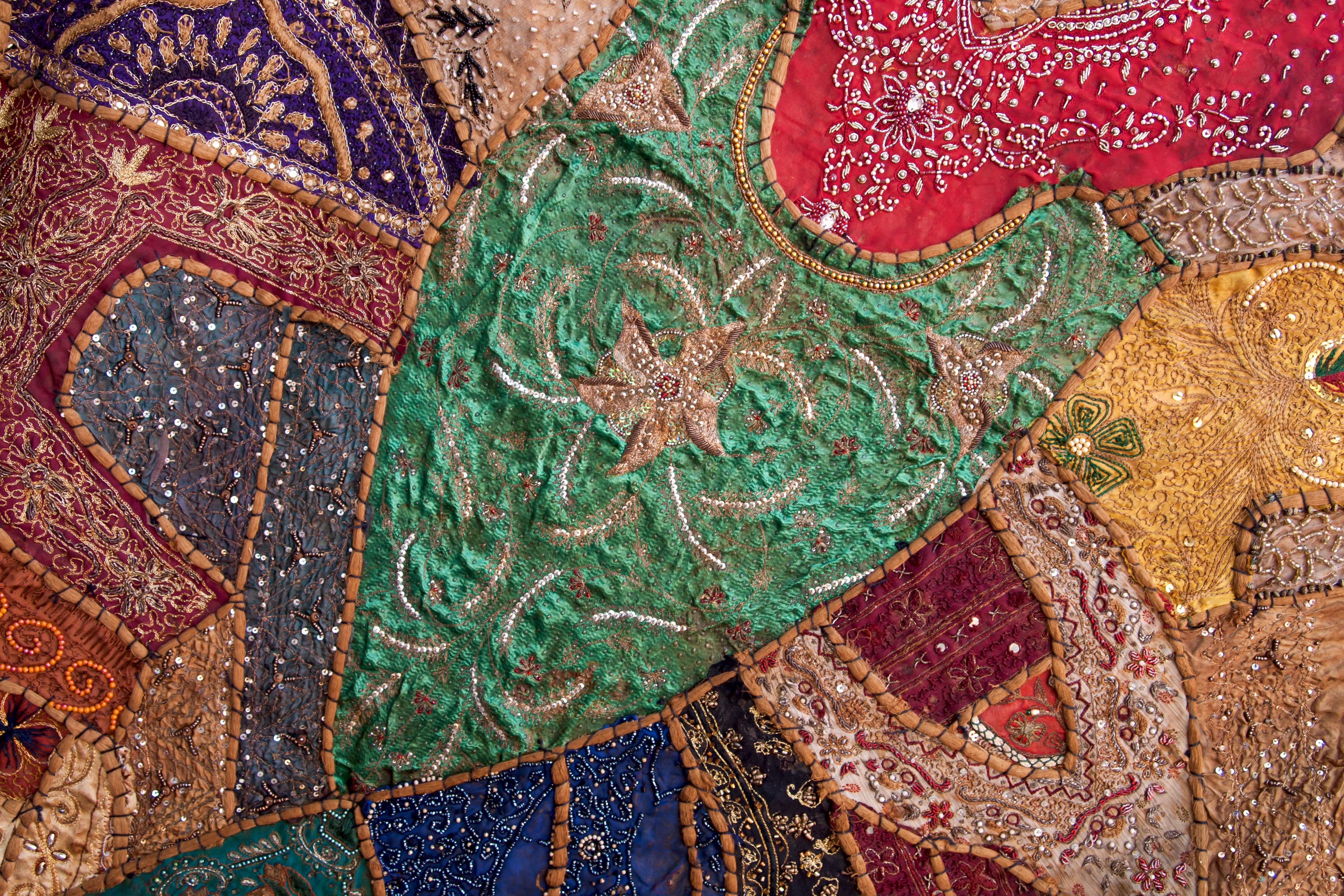
عمل فني نسيج ملون، أنماط زخرفية على المنسوجات

كلمة نسيج (textile) مشتقة من الكلمة اللاتينية texere والتي تعني «ينسج» أو «يجدل» أو «ينشئ». وأبسط أشكال فنون النسيج هو صنع اللباد الذي يتم فيه جدل الأنسجة الحيوانية مع بعضها البعض باستخدام الحرارة والرطوبة. وتبدأ معظم فنون النسيج بلف أو غزل وجدل ألياف النسيج لصنع الخيط (ويسمى خيطًا عندما يكون رفيعًا وحبلا عندما يكون ثقيلاً وسميكًا). ثم يتم عقد الخيط أو لفه أو جدله أو نسجه لصناعة نسيج أو قماش مرن، ويمكن استخدام القماش لصنع الملابس والمفروشات الناعمة. ويشار إجمالاً إلى جميع هذه الأشياء – اللباد والخيط والنسيج والأغراض مكتملة الصنع – باسم الأنسجة.
كما تشمل فنون النسيج أيضًا التقنيات المستخدمة لزخرفة وتزيين الأنسجة وهي – الصباغة والطباعة لإضافة اللون والتصميم؛ والتطريز وأنواع أخرى من شغل الإبرة؛ والغزل على اللوحات وصناعة اللاسيه. كما تُصنف ضمن فنون النسيج كل من أساليب النسيج البنيوية مثل الخياطة والحياكة والكروشيه والتفصيل، والأدوات المستخدمة في النسيج مثل (المناسج وإبر الخياطة)، والتقنيات الموظفة في هذا المجال مثل (اللفق والطي) والمصنوعات مثل (السجاد والسجاد المنسوج بالإبر المعقوفة وأغطية الأسرة).

## الوظائف
يُستخدم النسيج منذ العصور القديمة في تغطية جسم الإنسان وحمايته من العوامل الخارجية؛ ولإرسال إشارات اجتماعية إلى الأشخاص الآخرين، ولحفظ الممتلكات وتأمينها وحمايتها، ولإضفاء النعومة على الأسطح وأماكن المعيشة وعزلها وتزيينها.
وتتجلى استمرارية فنون النسيج القديمة ووظائفها، فضلاً عن التوسع فيها وتطويرها لتضفي تأثيرًا تزيينيًا، في عمل ينتمي لـالعصر اليعقوبي وهو بورتريه هنري فريدريك، أمير ويلز للفنان روبرت بيك الكبير (أعلاه). قبعة القبطان الخاصة بالأمير مصنوعة من اللباد باستخدام تقنيات النسيج الأساسية. أما ملابسه فهي مصنوعة من القماش المنسوج ومطرزة تطريزًا ثريًا بـالحرير، وجواربه محاكة. ويقف على بساط شرقي من الصوف يضفي النعومة والدفء على الأرضية، كما أن الستائر الثقيلة تزين الغرفة وتحجب تيارات الهواء الباردة القادمة من النافذة. وكذلك فإن التطريز بخيوط الذهب الموجود على مفرش الطاولة والستائر ينم عن منزلة مالك المنزل، مثلما تنم القبعة المصنوعة من الفرو الملبد والقميص الكتاني الشفاف المزين باللاسيه الشبكي الصغير (الدانتيل) والتطريز الوفير على ملابس الأمير عن مكانته الاجتماعية.

## النسيج كفن
عادةً ما كان يُستخدم مصطلح فن للإشارة إلى أية مهارة أو براعة، وهو مفهوم تغير خلال العصر الرومانسي في القرن التاسع عشر، عندما أصبح ينُظر إلى الفن باعتباره «قدرة خاصة يتمتع بها العقل البشري على التصنيف مع الدين والعلوم». وينطبق هذا التمييز بين الحرفة والفنون الجميلة على فنون النسيج، حيث يُستخدم الآن مصطلح فنون ألياف النسيج أو فنون النسيج لوصف الأشياء التزيينية القائمة على النسيج وغير المخصصة للاستخدام العملي.

## وصلات خارجية
- Virtual Museum of Textile Arts
- Sarah Lowengard,The Creation of Color in Eighteenth-century Europe, Columbia University Press, 2006
- Antique textile design archive نسخة محفوظة 28 سبتمبر 2020 على موقع واي باك مشين.